# Slag bij Verulamium
De Slag bij Verulamium vond plaats in 429 tussen de Romano-Britten en de Saksen. De Britten behaalde de overwinning.

## Achtergrond
In 407 had de usurpator Constantijn III Britannia verlaten met meeneming van het gehele Romeinse leger. De Romeinse inwoners werden onbeschermd achtergelaten en waren vooral op zichzelf aangewezen. Na het vertrek van het leger kregen de Britten voornamelijk te maken met invallen door de Saksen, maar ook van Schotten en Picten. De Britten vormden eigen milities en er ontstonden verschillende stadstaatjes in het zuiden. 
Omstreeks 429 waren de Saksen via de Romeinse wegen diep landinwaarts gedrongen. Bij Verulamium, tegenwoordig St Albans, ten noorden van Londen behaalde het op de been gebrachte leger van de Britten een grote overwinning op de Saksen. Het was echter een overwinning zonder blijvende gevolgen, want in de loop van de vijfde eeuw zouden de Saksen de Britten naar het westen verdrijven. 

## Bron
- Ferdinand Lot, De Germaansche invasies. De versmelting van de Barbaarsche en Romeinsche wereld, Den Haag, 1939, pag. 103.

Oorlogen van de Romeinse Republiek
· Romeins-Etruskische Oorlogen
· Romeins-Aequische Oorlogen
· Latijnse Oorlog
· Romeins-Hernicische Oorlogen
· Romeins-Volscische Oorlogen
· Samnitische oorlogen (Eerste, Tweede, Derde)
· Pyrrhische Oorlog
· Punische oorlogen (Eerste, Tweede, Derde)
· Illyrische Oorlogen (Eerste, Tweede, Derde)
· Macedonische Oorlogen (Eerste, Tweede, Derde, Vierde)
· Romeins-Seleucidische Oorlog
· Aetolische Oorlog
· Galatische Oorlog
· Romeinse Verovering van Hispania (Eerste Celtiberische Oorlog, Lusitanische Oorlog, Numantische Oorlog, Sertorische Oorlog, Cantabrische Oorlogen)
· Achaeïsche Oorlog
· Oorlog tegen Jugurtha
· Cimbrische Oorlog
· Servilische Oorlogen (Eerste, Tweede, Derde)
· Bondgenotenoorlog
· Sulla's Burgeroorlogen (Eerste, Tweede)
· Mithridatische oorlogen (Eerste, Tweede, Derde)
· Gallische Oorlog
· Romeinse expedities naar Britannia
· Burgeroorlog tussen Pompeius en Caesar
· Einde van de Republiek (Slag bij Mutina, Burgeroorlog tegen Brutus en Cassius, Siciliaanse Opstand, Perusiaanse Oorlog, Burgeroorlog tussen Antonius en Octavianus)
Oorlogen van het Romeinse Keizerrijk
· Germaanse Oorlogen (Teutoburgerwoud, Marcomannenoorlog, Alemannische Oorlogen, Gotische Oorlog, Visigotische Oorlogen)
· Romeinse verovering van Britannia
· Boudicca
· Armenische Oorlog
· Vierkeizerjaar
· Joodse Oorlog
· Romeins-Parthische Oorlog
· Romeins-Perzische oorlogen
· Burgeroorlogen van de derde eeuw
. Gotische oorlog (376-382)
. Gotische opstand van Alarik I
. Gildonische opstand
. Gotische oorlog (402-403)
. Pictische oorlog van Stilicho
. Oorlog van Heraclianus
. Oorlog van Radegaisus
. Rijnoversteek
. Romeinse Burgeroorlog 427-429
· Val van het West-Romeinse Rijk